# Giovanni Giacomo Hesso
Giovanni Giacomo Hesso (Wald (Zurigo), 17 maggio 1584 – 1639) è stato un santo svizzero.
Hesso nonostante sia stato etnicamente tedesco fu un martire anabattista dalla Svizzera.

## Biografia
Imprigionato nel 1637 per la sua professione di fede, venne incarcerato per 19 giorni. Rilasciato venne nuovamente arrestato nello stesso anno, e condannato a otto settimane di prigionia. Scontata la pena venne arrestato per l'ultima volta e rinchiuso per 8 anni. In regime di carcere duro, visse per 4 mesi legato ai ferri senza vestiti. Durante la prigionia contrasse la tubercolosi e morì in prigione.